# Geoffrey Hunter Baker
Geoffrey Hunter Baker (* 4. August 1916; † 1999) war ein britischer Diplomat.

## Leben und Tätigkeit
Baker wurde an der Haberdashers Askes Hampslead School, an der Royal Masonic School Gonville und am Caius College der University of Cambridge ausgebildet.
1938 trat er in den britischen diplomatischen Dienst ein: Am 14. Oktober 1938 wurde er zum Vizekonsul auf Bewährung beim britischen Konsulat in Hamburg ernannt. Auf diesem Posten verblieb er bis zum Sommer 1939. In dieser Stellung verfasste er zahlreiche Berichte an das Londoner Foreign Office, über die sich während dieser Zeit immer weiter verschärfenden antisemitischen Maßnahmen in der norddeutschen Metropole im Vorfeld des Krieges.
Vom 28. Juli bis zum 1. September 1939 wurde Baker als Diplomat in Danzig eingesetzt. Nach dem Beginn des Zweiten Weltkrieges wurde er nach Bergen geschickt, wo er am 16. September 1939 eintraf. Nach der deutschen Invasion in Norwegen geriet er im April 1940 in Gefangenschaft, wurde aber als Diplomat abgeschoben.
Am 25. März 1942 wurde Baker zum britischen Vizekonsul in Basra ernannt. Am 24. Oktober 1942 wurde er nach Dschidda versetzt. Am 14. Oktober 1943 erhielt er den Rang eines 2. Sekretärs im diplomatischen Dienst. Ab dem 23. November 1945 wurde Baker im Londoner Foreign Office verwendet.
Zum 2. November 1947 wurde Baker nach Rangun versetzt, wo er bis 1951 tätig war. Anschließend war er von 1951 bis 1952 als Diplomat in Teheran im Einsatz, um dann von 1953 bis 1954 erneut im Foreign Office in London zu arbeiten. 1954 war er einige Monate lang beim NATO Defence Coll. in Paris tätig.
In den Jahren 1954 bis 1956 fungierte Baker als Generalkonsul in Hanoi. Danach gehörte er von 1956 bis 1957 der britischen Delegation bei den Vereinten Nationen in New York an. Von 1957 bis 1960 war er im Londoner Cabinet Office tätig, um dann von 1960 bis 1966 bei der britischen Delegation bei der EFTA in Genf zu wirken.
Von 1966 bis 1971 amtierte Baker als Generalkonsul in München und dann bis zu seiner Pensionierung 1974 als Generalkonsul in Zagreb.